# Quad HD
Quad HD (QHD) of 1440p (soms WQHD, Wide Quad HD) is een veelgebruikte schermresolutie uit de High Definition standaard. De resolutie is exact 4 keer de resolutie van 720p, heeft een beeldverhouding van 16:9 en telt 3.686.400 pixels.
De resolutie is in de jaren 90 kandidaat van de ATSC geweest voor de HDTV standaard, als opvolger van VGA. De resolutie van 2560×1440 was namelijk precies 4 keer de horizontale en 3 keer de verticale resolutie van VGA (640×480), waardoor het eenvoudig compatibel is met VGA. De resolutie is destijds afgevallen omdat het technisch nog niet haalbaar was, er is toen gekozen voor de lagere 720p- en 1080p-resoluties.

## Producten
Voorbeelden van commercieel verkrijgbare beeldschermen (monitoren), filmcamera's en smartphones die Quad HD ondersteunen:

### Beeldschermen
- AOC International Q2577PWQ
- Apple 27" Thunderbolt Display & 27" LED Cinema Display
- ASUS Republic Of Gamers Swift PG278Q
- BenQ 27" XL2730Z
- Dell Ultrasharp U2711, U2713H & U2713HM
- Eizo FlexScan SX2762W
- HP ENVY 32 en P27q G4
- iiyama ProLite XUB2792QSU-B1
- LG 27EA83, 27EA83-D & 27EA83R-D
- Samsung Syncmaster S27A850D & S27B970D

### Filmcamera's
- Garmin Dash Cam 55, Dash Cam 56 en Dash Cam 66W
- GoPro HERO3 Black Edition

### Smartphones
- Blackberry Priv
- HTC One M9 Plus
- Huawei Nexus 6P en Mate 20 Pro
- LG G3, G4, G5, G6, V10, V20 en V30
- Microsoft Lumia 950
- Motorola Nexus 6 en Droid Turbo
- Nokia 8
- Oppo Find 7
- Samsung Galaxy S7, Galaxy Note 4 en Galaxy Note 5